# Ribeira Grande
Ribeira Grande (portugalska izgovorjava: [ʁiˈβɐjɾɐ ˈɣɾɐ̃d (ɨ)]) je občina na severnem delu otoka São Miguel na portugalskih Azorih. V letu 2011 je imela 32.112 prebivalcev, na površini 180,15 km². Občinski sedež je v civilni župniji Matriz z okoli 4000 prebivalci, ki je del urbaniziranega jedra, ki se običajno imenuje mesto Ribeira Grande (šest civilnih župnij, približno 10000 prebivalcev).

## Zgodovina
Ribeira Grande, ki je eno najstarejših mest na Azorih, ki je leta 1507 dobilo pravice mesta (Vila). Že prvi naseljenci so na reki Ribeira Grande zgradili vodne mline in uporabili vodno energijo za predelavo volne in perila. Leta 1563 je bilo mesto uničeno zaradi vulkanskega izbruha, v okrožju Ribeira Seca, ki spominja na razlitje na izbruh in kasneje izpostavljen vodnjak.
Prizadevanje za pridobitev statusa mesta se je začelo leta 1852. Šele 29. junija 1981 pa je mestno središče dobilo status mesta kot cidade. 

## Geografija

### Fizična geografija
Občina je ena od šestih, ki sestavljajo otok São Miguel. Zaseda večino severnega dela otoka, od atlantske obale do vulkanskih gora v središču otoka. Meji na občine Nordeste (vzhod), Povoação (jugovzhod), Ponta Delgada (zahodno), Lagoa in Vila Franca do Campo (južno). Vse občine so povezane z več regionalnimi cestami, ki obkrožajo otok ali prečkajo gore v osrednjem delu.
V reliefu prevladuje Serra de Água de Pau, ki vključuje kaldero v kateri je jezero Lagoa do Fogo (Ognjeno jezero). Najvišja točka je Pico da Barrosa z 947 metri (s pogledom na Lagoa do Fogo) ali Monte Escuro z 890 metri; ta vulkanski masiv se razteza tudi na planoto Graminhais, ob vzhodni meji s Nordesteom, kjer ima Pico do Salto do Cavalo 954 metrov dobro znano razgledno točko. Geologija, povezana s pojavom številnih izvirov v vznožju, je odgovorna za hitre potoke, ki tečejo v globokih grapah, od katerih je en dal ime mestu. Druge vulkanske oblike na tem območju so fumarole, kot so Caldeira Velha ali Caldeiras, in mineralni topli vrelci v Lombadasu, Gramasu in Ladeira da Velha.
Poleg rečnih dolin in gora je več plaž, vključno z glavnimi plažami v Ribeira Grande (Santa Bárbara in Monte Verde), Moinhos Beach (v Porto Formoso) in Viola Beach (v senci Lomba da Maia).

### Družbena geografija
Občina je razdeljena na 14 podregionalnih upravnih organov ali freguesias (civilne župnije):
Calhetas, Conceição (Ribeira Grande), Fenais da Ajuda, Lomba da Maia, Lomba de São Pedro, Maia, Matriz (Ribeira Grande) glavno urbanizirano območje in sedež občine, ima nekaj manj kot 4000 prebivalcev in je družbeno-kulturni center (lokacija mnogih zgodovinskih arhitekturnih objektov); Pico da Pedra, Porto Formoso, Rabo de Peixe, Ribeira Seca, Ribeirinha, Santa Bárbara in São Brás.
Največja župnija po številu prebivalcev in gostoti je Rabo de Peixe, najmanjša pa je São Brás. Po površini je največja župnija Maia, najmanjša pa je Calhetas. Najvišja vas je Lomba da Maia.

### Pobratena mesta
Ribeira Grande je pobratena z: 
- Lagos, Portugalska
- Porto Alegre, Brazilija
- Ribeira Grande de Santiago, Zelenortski otoki
- Somerville, Massachusetts, ZDA

## Gospodarstvo
Kmetijstvo je bilo in je pomemben vir dohodka za regijo. Reka je bila uporabljena za vodenje vodnih mlinov za predelavo zrnja. V 18. stoletju je predelovalna industrija volne prinesla začasen gospodarski razcvet. Danes se tradicionalna tovarna likerjev in keramike, ki proizvaja azulejos, štejeta za tradicionalni podjetji. Poleg tega je v sodobnem industrijskem parku več kot 25 (podatek iz leta 2004) podjetij različnih sektorjev. Turizem ima vedno večjo vlogo v gospodarstvu mesta.

## Znamenitosti
- Glavna cerkev Igreja Matriz de Nossa Senhora da Estrela je bila posvečena leta 1517 in obnovljena, potem ko je bila uničena v potresu leta 1680. [8]
- Jardim Publico, mestni park
- Igreja do Espirito Santo, imenovana tudi Igreja da Misericordia, baročna cerkev, ki se je začela graditi leta 1592 in končala v 17. stoletju. Njena notranjost je - v nasprotju s številnimi dekorativnimi elementi okrašeno fasado - razmeroma preprosta. V cerkvi je slika, na kateri je upodobljen Jezus, ki nosi križ, zaradi česar se vsako drugo nedeljo v tej cerkvi odvija procesija [9]. Zaradi te procesije, ki se nanaša na Kristusov pasijon in zaradi slike, se cerkev imenuje tudi Igreja do Senhor dos Passos.
- Mestna hiša (Paço de Conselhos), večkrat razširjena in obnovljena, je ena najstarejših na Azorih. Na tej točki je bila leta 1507 zgrajena prva mestna hiša, najstarejši zapisi zasedanja sveta izvirajo iz leta 1555 [10]. Stavba z več trakti v sedanji obliki, z reprezentativnim zunanjim stopniščem in zvonikom izvira predvsem iz 17. in 18. stoletja. Dva glavna dela stavbe sta povezana z lokom. Na vzhodnem stranskem krilu, na ulici Rua da Praça, je bogato okrašeno okno iz 16. stoletja v značilnem manuelinem slogu. V 17. stoletju je bila stavba začasno uporabljena kot jezuitska cerkev [11]. Klet je bila začasno uporabljena kot zapor.
- Museo Municipal da Ribeira Grande, Mestni muzej
- Gledališče je bilo odprto leta 1922.
- Muzej sodobne umetnosti (Arquipélago Centro des Artes contemporânea), odprt leta 2015 v nekdanji tovarni
- Most Ponte dos Oito Arcos z osmimi loki, zgrajen leta 1888-1893, velja za eno od znamenitosti mesta. [12]